# Холостой ход
Холостой ход — режим работы какого-либо устройства, обычно источника механической или электрической энергии, при отключенной нагрузке.

## Техника
В технике холостой ход используется в случае, когда невозможно по каким-либо причинам выключать двигатель при отсутствии необходимости в передаче энергии. Обычно это связано с тем, что применяемые двигатели внутреннего сгорания могут отдавать необходимую мощность только при достижении некоторого минимального количества оборотов. Для отключения нагрузки двигатель отсоединяется от потребителя с помощью специальных механических устройств. Например, в автомобилях для этого предназначено сцепление, в автоматических коробках передач связь происходит через гидротрансформатор, в станках могут применяться различные фрикционы.

## Электроника
В электронике понятие холостого хода понимается как напряжение между выводами схемы при бесконечно большом сопротивлении между ними (разрыв цепи).

Применяется к источникам энергии или к устройствам, имеющим выход, подключаемый к другим элементам системы. В частности, напряжение холостого хода источника тока является одним из его основных параметров (наравне с импедансом). Также напряжение холостого хода широко применяется при расчётах электрических цепей, например, в теории четырёхполюсников.

## Программирование
Холостой ход процессора программируется во многих языках ассемблера командой NOP.